# Rex: A Dinosaur Story
Rex: A Dinosaur Story (恐竜 物語, Rekkusu: Kyōryū Monogatari) est à l'origine d'un roman de Masanori Hata édité en 1987. Il a été adapté en manga par CLAMP en 1993. Un film est également diffusé à partir du 3 juillet 1993 reprenant l'histoire.

## Synopsis du manga
Tchié Tetano est une petite fille de 10 ans vivant seule avec son père, un scientifique passionné par les animaux préhistoriques, sur l'île d'Hokkaido au nord du Japon.
Un jour, elle accompagne son père dans une grotte où il vient de découvrir des œufs de dinosaures fossilisés. Partie en exploration, elle se sent "attirée" par quelque chose, et découvre alors 2 mystérieux œufs, qui devraient éclore sous peu... Elle ne se doute pas des conséquences de cette découverte...